# محمد بن سليمان الكردي
أبو عبد الله شمس الدين محمد أفندي بن سليمان الكردي المدني المشهور أيضًا بـابن سليمان (1714 - 21 مارس 1780) (1126 - 16 ربيع الأول 1194) عالم مسلم حجازي من أهل القرن الثاني عشر الهجري / الثامن عشر الميلادي . ولد بدمشق أثناء سفر والده إلى بلاد الشام في عائلة من أصل كُردي ونشأ بالمدينة. أخذ عن علماء عصره في الحجاز وخارجها. قدم إلى دمشق قاصدًا إلى بلاد الأناضول في 1758 واستصدر له فرمان سلطاني بتوليته إفتاء الشافعية بالمدينة. عرف بفقيه الشافعية بالديار الحجازية وقد اشتهر برأيه النقدي حول السلفية الوهابية. توفي في المدينة ودفن بالبقيع. له مؤلفات عديدة.

## سيرته
أسرة الكردي من أشهر البيوتات المهاجرة في المدينة المنورة. أن أول من قدم منهم إلى المدينة فهو والده، سليمان الكردي، قدم المدينة في 1115 هـ/ 1703 م مهاجرًا من بلاد الشام من جبل الأكراد، واستوطنها وكان يتردد بينها وبين الشام وفي المدينة اشتغل بالتعليم وكان معلمًا للصبيان في رباط السبيل، وأشتهر بين قرائها المجودين للقرآن حتى وفاته. وأعقب من الأولاد محمد الذي ولد في دمشق، وأحمد وإبراهيم.

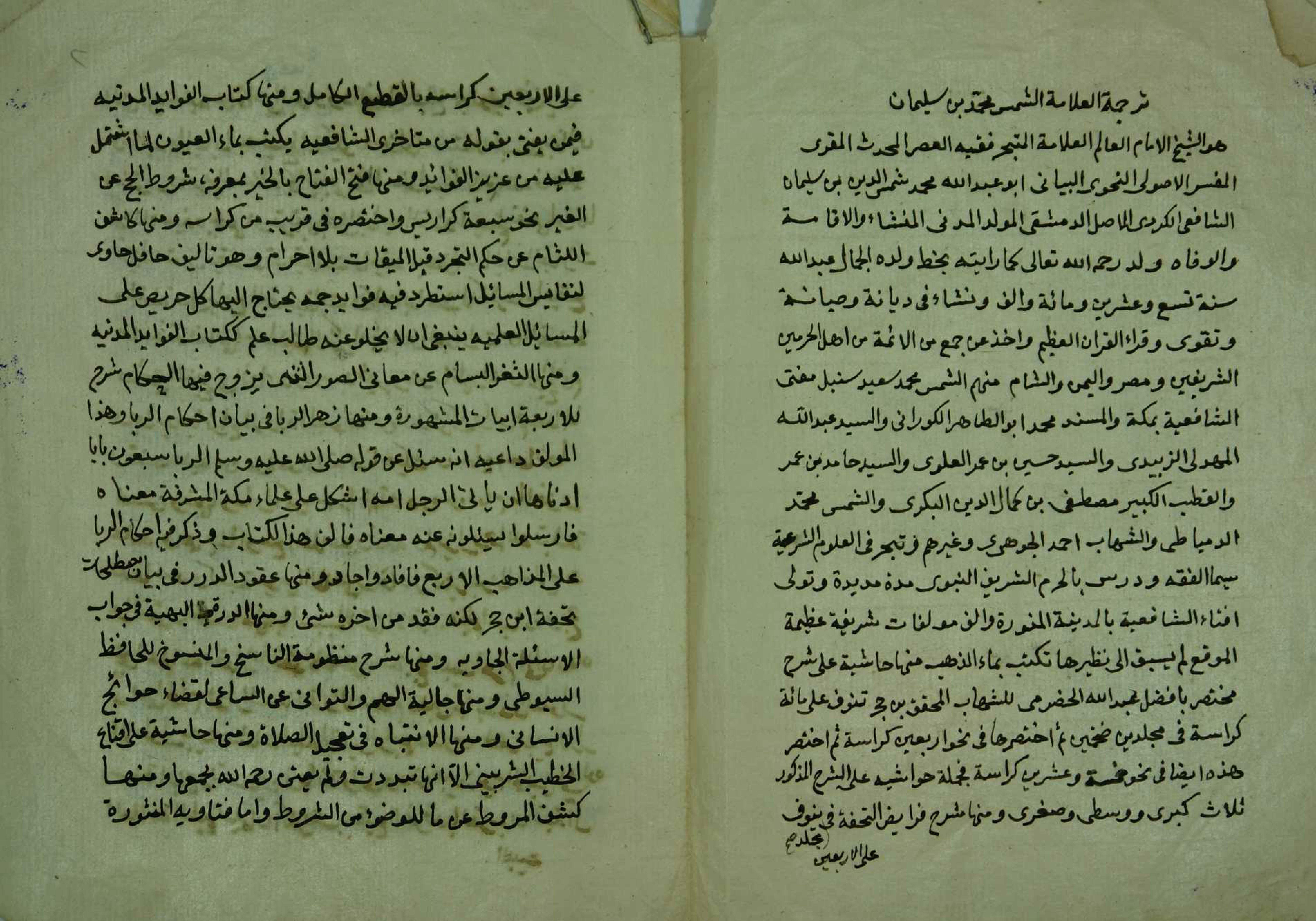
صفحتين الأولى من مخطوطة عربية مكتوبة في أواخر القرن الثامن عشر م/ الثالث عشر هـ تقديرًا ، تحتفظ بها جامعة الملك سعود ، بخط نسخ معتاد ، حول سيرة محمد بن سليمان الكردي، يحتوي النص أيضًا على بعض الإجاباته على أسئلة الفقهية.

ولد محمد بن أبي بكر سليمان الكردي في دمشق بولاية سوريا العثمانية سنة 1126 هـ/ 1714 م أثناء وجود والده فيها. وقد وقع الخلاف في سنة ولادتة فقيل سنة 1125 هـ/1713 م وقيل 1227 هـ/ 1715 م. وبعد ذلك ذهب والده إلى المدينة المنورة ، وهو ابن سنة.

### تعليمه
نشأ في المدينة وحفظ القرآن وبدأ يتعلم من علماء، ودرس على كبارهم من فقهاء الشافعية وأخذ عن سعيد سنبل والده سليمان ويوسف الكردي وأحمد الجوهري ومصطفى بن كمال الدين البكري وغيرهم. ثم سافر إلى خارج الحجاز وتعرف على كثير من العلماء عصره ومنها رحلته إلى دمشق قاصدًا إلى بلاد الأناضول في عام 1172 هـ/1758 م.

وروى عن مصطفى البكري والشمس محمد الدمياطي وأحمد الجوهري ويروي عن أبي طاهر الكوراني وحامد بن عمر العلوي ومحمد سعيد سنبل وعبد الرحمن بن عبد الله بلفقيه وغيرهم. 

تضلع في علوم النقلية والعقلية،‌ وقد برز في الفقه الشافعي ولما علم بخبره إلى شيخ الإسلام في الآستانة ، استصدر له فرمان سلطاني بتوليته إفتاء الشافعية بالمدينة، وكتب له كثير من الرؤساء، وكان رئيسًا ومفتيًا للشافعية.

### تلاميذه
تتلمذ ودرس على يديه عدد من الطلاب منهم: سالم بن أبي بكر الأنصاري الكراني، وعلي الخباز، وعلي بن عبد الخالق بن جمال الدين، محمد السمان بن عبد الكريم الشافعي، وعبد الرحمن الأهدل، ومحمد بن عبد الرحمن الكزبري، وأحمد بن عبيد العطار، وصالح بن محمد بن نوح الفلاني العمري، ومحمد بن حسين الجفري العلوي، محمد سعيد الكوراني، يحيى المزوري العمادي.

## آرائه

### معارضته للدعوة السلفية الوهابية
ممن درس عليه هو محمد بن عبد الوهاب، وقرأ عليه بالمدينة، وقد اختلف الكردي معه وانتقده في أسلوب دعوته، فكتب له رسالة قال فيها:

| ” | يا ابنَ عبد الوهَّاب سلامٌ على من اتَّبع الهدى، فإني أنصَحُك لله أن تكفَّ لسانك عن المسلمين، فإن سمعتَ من شخص أنه يعتقد تأثيرَ ذلك المُستَغاث به من دون الله تعالى فعرِّفه الصَّواب، وأبِنْ له الأدلة على أنه لا تأثيرَ لغير الله. فإن أبى فكفِّره حينئذٍ بخُصوصه، ولا سبيلَ لك إلى تكفير السَّواد الأعظم من المسلمين. وأنت شاذّ عن السواد الأعظم، فنسبة الكفر إلى من شذَّ عن السواد الأعظم أقربُ لأنه اتَّبع غيرَ سبيل المؤمنين، قال الله تعالى: ﴿وَمَنْ يُشَاقِقِ الرَّسُولَ مِنْ بَعْدِ مَا تَبَيَّنَ لَهُ الْهُدَى وَيَتَّبِعْ غَيْرَ سَبِيلِ الْمُؤْمِنِينَ نُوَلِّهِ مَا تَوَلَّى وَنُصْلِهِ جَهَنَّمَ وَسَاءَتْ مَصِيرًا ۝١١٥﴾ [النساء:115] وإنما يأكل الذئب من الغنم القاصية. | “ |

وقال بعض الكتاب السيرة باستبعاد أن يكون ابن عبد الوهاب من تلاميذه منهم ابن غنام وابن بشر وغيرهم من علماء النجد. وزعموا إنما تفرد بذلك هو أحمد زيني دحلان في تاريخه، ورغم أنه الثابت عن الكردي له أجوبة خطيّة في مخالفة ومعارضة ما قرره أئمة الدعوة السلفية، وله في ذلك مسائل وأجوبه وردود. كما أن الكردي كتب تقريظًا لرسالة سليمان بن عبد الوهاب ، مؤيدًا له في ذلك، ومادحاً لرسالته ضد ما يعرف بالدعوة التوحيد / السلفية الوهابية.

## مكتبته
ولع بجمع الكتب، فكانت توجد عنده مكتبة كبيرة ضحمة وقد بلغ أن هذه الكتب يوجد جزء منها في مدينة تريم بحضرموت، وجزء آخر في سيؤن بحضرموت أيضًا.

## مؤلفاته
ألف كتبًا كثيرة، منها:
| - الأصول الدينية في شرح الرسالة العلاوية - أربعون حديثًا - الانتباه في تعجيل الصلاة - الثغر البسام عن معاني الصور التي يزوج فيها الحكام - الجامع للأسرار الإلهية والحقائق الربانية والحكم الديانية - الحواشي المدنية على شرح ابن حجر، مجلدان - الحواشي المدنية على شرح المقدمة الحضرمية - الدرة البهية في جواب الأسئلة الجارية - تحفة الحبيب بشرح نظم غاية التقريب - تحفة المحتاج بشرح المنهاج - تشييد البنيان - جالية الهم والتوان عن الساعي لقضاء حوائج الإنسان - حاشية الشوبري على شرح التحرير | - حاشية على شرح الغاية للخطيب - زهر الربى في بيان أحكام الربا - شرح جمع الجوامع - شرح فرائض التحفة - شرح منظومة الناسخ والمنسوخ - عقود الدرر في مصطلحات تحفة ابن حجر - الفتاوى - فتح الفتاح بالخير في معرفة شروط الحج عن الغير أو فتح الفتاح في شروط الحج - فتح القدير باختصار متعلقات نسك الأجير - الفوائد المدنية فيمن يفتى بقوله من أئمة الشافعية - كاشف اللئام عن حكم التجرد قبل الميقات بالإحرام - كشف المروط عما للوضوء من الشروط - منهل التوحيد |

## وفاته
توفي في يوم 16 ربيع الأول 1194 / 21 مارس 1780 في المدينة المنورة بولاية الحجاز العثمانية عن سبع وستين سنة ودفن بجوار قبة العباس في البقيع.